# Mubarak Marzouq
Mubarak Marzouq   (Kuwait, 1 de gener de 1961) és un exfutbolista kuwaitià de la dècada de 1980.
Participà amb la selecció de futbol de Kuwait a la Copa del Món de futbol de 1982.
Pel que fa a clubs, destacà a Al-Tadhamon SC.